# Sabina Urraca
Sabina Urraca (San Sebastián, 4 de enero de 1984) es una escritora y editora española.

## Trayectoria
Nació en San Sebastián pero creció en Tenerife. Estudió Comunicación Audiovisual en la Universidad Complutense de Madrid y Guion en la ECAM. En 2020 recibió la beca del MFA in Spanish Creative Writing de la Universidad de Iowa.
Empezó dedicándose al periodismo. Para ello, escribía principalmente sobre experiencias en las que se sumergía de forma personal. Algunos ejemplos de este tipo de práctica son sus artículos «Así es un parto en casa», «Quedé a tomar un café con mi mayor hater» o «Qué ocurre si pasas una semana tomando Satislent». Colaboró con publicaciones como Vice, Tentaciones, Tribus Ocultas, El Comidista, Eldiario.es, El Estado Mental, Bostezo o Ajoblanco.
A partir del año 2020 sus colaboraciones se centran en el ensayo y la columna. En este sentido, ha colaborado con El País, El cultural, la revista Salvaje, la revista literaria Mercurio entre otras.
Ha entrevistado a personajes del mundo de la cultura como La Veneno (fue una de las últimas periodistas en entrevistarla), Cicciolina, Julie Doucet, Elvira Lindo, Eduard Limónov, Joaquin Phoenix, Emil Ferris y Pedro Almodóvar.

## Obra

### Novelas
En 2017 se publicó su primera novela, titulada Las niñas prodigio, escrita durante su retiro de un año en La Alpujarra y publicada por la editorial Fulgencio Pimentel. Su narrativa, en la que mezcla ficción y realidad, también bebe de lo personal y es un ejemplo de narrativa de autoficción. Esta primera obra ha tenido buena acogida de crítica y público y ganó el Premio Javier Morote de autor revelación.
Su segundo libro, Soñó con la chica que robaba un caballo, publicado en la editorial Lengua de Trapo en 2021, forma parte de la colección Episodios Nacionales.
En 2023 se publica el libro híbrido, que conjuga fotografía y texto, Chachachá (dueto) en Ediciones Comisura junto a la fotógrafa Bego Antón.
Su cuarto libro, El celo, lo publicó en 2024 en la editorial Alfaguara. Según el crítico literario  Nadal Suau en Babelia "El celo es la consagración de una idea narrativa tan genuina como admirable (...) Ojalá se enfrenten a su escritura aquellos que le tienen miedo al deseo femenino".
En 2025 publica Escribir antes en Ediciones Comisura.

### Trabajo como editora
En 2019 debutó como editora con Panza de burro de Andrea Abreu, en la editorial Barrett, libro que superó los 30.000 ejemplares.
En 2023 y 2024 ha sido la editora residente del sello Caballo de Troya (Penguin Random House España).Aquí ha editado libros como El vampiro de la Colonia Roma de Luis Zapatay Leche condensada de Aida González Rossi.

### Antologías
En 2018 participó en la antología La errabunda, primer tratado ibérico de deambulología heterodoxa (Editorial Lindo y Espinosa).
En 2019 participó en la antología Tranquilas: Historias para ir solas por la noche, editado por Lumen, coordinado por Carmen G. de la Cueva y María Folguera. Participó también en la versión en audiolibro.

## Miscelánea
- Puso su voz a los recorridos de la audioguía La ciudad de las mujeres, primera app que reivindica la historia de las mujeres que habitaron Madrid.[22]
- Ha hecho el pregón de apertura de las fiestas de la Plaza en verano de Matadero de Madrid en 2017.[23]
- También ha escrito los textos que acompañaron las fotos de la fotógrafa Bego Solís en su exposición «Mayflower» de Matadero Madrid en 2017.[24]
- Ha sido parte del programa de radio Academia Aquelarre.[25]
- También ha participado como ponente en las charlas TEDx 2017, con una charla titulada «Escapar de la niña prodigio».[26]
- En octubre de 2016 publicó un artículo en la revista El Estado Mental en el que narraba, a modo de crítica social, un viaje en Blablacar que compartió con Álvaro de Marichalar. Este le respondió en una carta que publicó La Vanguardia.[27] Meses más tarde, la citó a una conciliación en la que le pedía 30 000 euros por daños morales y económicos.[28]
- En 2013 publicó su fanzine Tus faltas de ortografía hacen llorar al niño Dios, editado por Gráficas Torete,[29] un breve manual de ortografía con ilustraciones pornográficas o «porno-ortografía».[30]

## Obra

### Novela
- Las niñas prodigio, Fulgencio Pimentel, 2017. ISBN 978-8417617592
- Soñó con la chica que robaba un caballo, Lengua de Trapo, 2021. ISBN 978-8483812631
- Chachachá (dueto), Ediciones Comisura, 2023.  ISBN: 978-84-09-48321-1
- El celo. Madrid, Alfaguara, 2024. ISBN 978-8420476889. [31]
- Escribir antes. Ediciones Comisura, 2025. ISBN 978-84-09-68986-6

## Premios
- Premio Javier Morote | Los Libreros Recomiendan 2018 otorgado por los libreros independientes españoles (CEGAL) en la categoría de mejor autor joven.[32]